# 21417 Kelleyharris
21417 Kelleyharris è un asteroide della fascia principale. Scoperto nel 1998, presenta un'orbita caratterizzata da un semiasse maggiore pari a 2,2403343 UA e da un'eccentricità di 0,0925966, inclinata di 2,38272° rispetto all'eclittica.